# 11704 Gorin
11704 Gorin (1998 FZ130) là một tiểu hành tinh vành đai chính được phát hiện ngày 22 tháng 3 năm 1998 bởi Nhóm nghiên cứu tiểu hành tinh gần Trái Đất phòng thí nghiệm Lincoln ở Socorro.